# 10123 Fideöja
10123 Fideöja är en asteroid i huvudbältet som upptäcktes den 17 mars 1993 i samband med det svenska projektet UESAC. Den fick den preliminära beteckningen 1993 FJ16 och  namngavs senare efter två socknar på Gotland, Fide och Öja socken.
Den tillhör asteroidgruppen Flora.
Fideöjas senaste periheliepassage skedde den 11 december 2021.